# Bruckstein
Bruckstein är ett berg i Österrike.   Det ligger i distriktet Liezen och förbundslandet Steiermark, i den östra delen av landet, 150 km sydväst om huvudstaden Wien. Toppen på Bruckstein är 626 meter över havet.
Terrängen runt Bruckstein är huvudsakligen bergig. Närmaste större samhälle är Trieben, 14,1 km sydväst om Bruckstein. 
I omgivningarna runt Bruckstein växer i huvudsak blandskog. Runt Bruckstein är det ganska glesbefolkat, med 25 invånare per kvadratkilometer.